# Зайц, Дане
Дане Зайц (словен. Dane Zajc, 26 октября 1929, Згорня Яворшица, Верхняя Крайна — 20 октября 2005, Гольник, там же) — словенский поэт и драматург.

## Биография
Из зажиточной крестьянской семьи. В 13-летнем возрасте стал свидетелем гибели отца от рук нацистов (его сожгли вместе с домом семьи), два брата погибли в партизанах. Школу окончил только после войны, учился в Домжале, Камнике, Горней Радгоне. С 1947 года, учась в грамматической школе Любляны, познакомился с Лойзе Ковачичем и др. писателями, основал литературный журнал Мы, молодые, в котором начал публиковаться. В 1951 году был арестован коммунистическими властями, три месяца провел в тюрьме. Затем служил в Народной армии, работал на почте, в городской библиотеке Любляны (1955—1989). Окончил школу в 1958 году, но путь в университет был для него закрыт.
С середины 1950-х годов входил в круг литераторов так называемого критического поколения (Вено Тауфер, Марьян Рожанц, Лойзе Ковачич, Эдвард Коцбек, Йоже Пучник и др.). Входил в редакционный совет альтернативных изданий Журнал 57 и Перспективы. После того, как оба журнала были закрыты властями, Зайц отошел от публичной жизни, но продолжал печататься. По Программе Фулбрайта работал в Колумбийском университете (1981—1982). Вернулся на публичную сцену Словении в конце 1980-х, поддерживал партийную коалицию Демократическая оппозиция. В 1990-е был президентом Объединения словенских писателей.
Скончался от рака.
Два сына — Златко и Ленарт — писатели.

## Творчество
Автор экспрессионистской лирики, драм на античные и фольклорные сюжеты, книг для детей. Его поэзия авторитетна у младших поколений словенских авторов (Алеш Дебеляк, Урош Зупан, Алеш Штегер). Стихи и драмы переведены на немецкий, английский, французский, итальянский, шведский и др. языки.
Американский рок-музыкант Крис Экман (группа The Walkabouts) написал музыку на несколько стихотворений Дане Зайца, они вошли в альбом The Last Side of the Mountain (2008).

## Произведения

### Стихи
- Сожженная трава/ Požgana trava (1958)
- Jezik iz zemlije (1961)
- Ubijavci kač (1968)
- Стихотворения/ Pesmi (1973)
- Rožengruntar (1975)
- Я это видел/ Si videl (1979)
- Zarotitve (1985)
- Знаки/ Znaki (1987)
- Dol Dol (1998)

### Драмы
- Дети реки/ Otroka reke (1963)
- Potohodec (1971)
- Voranc (1978)
- Mlada Breda (1981)
- Kelevala (1986)
- Медея/ Medeja (1988)
- Grmače (1995)
- Jagababa (2007, посмертно)

## Публикации на русскомя языке
- Поэзия Словении. XX век/ Сост. А.Романенко. М.: Художественная литература, 1989
- Из века в век. Словенская поэзия / Сост. С. Н. Гловюк и др. М.: Пранат, 2008

## Признание
Премия Фонда Прешерна (1970), премия Прешерна (1981), премия Грума (1979, 1986), премия Енко (1998) и др. Член Словенской академии наук и искусств.